# Reprezentativní fotografie

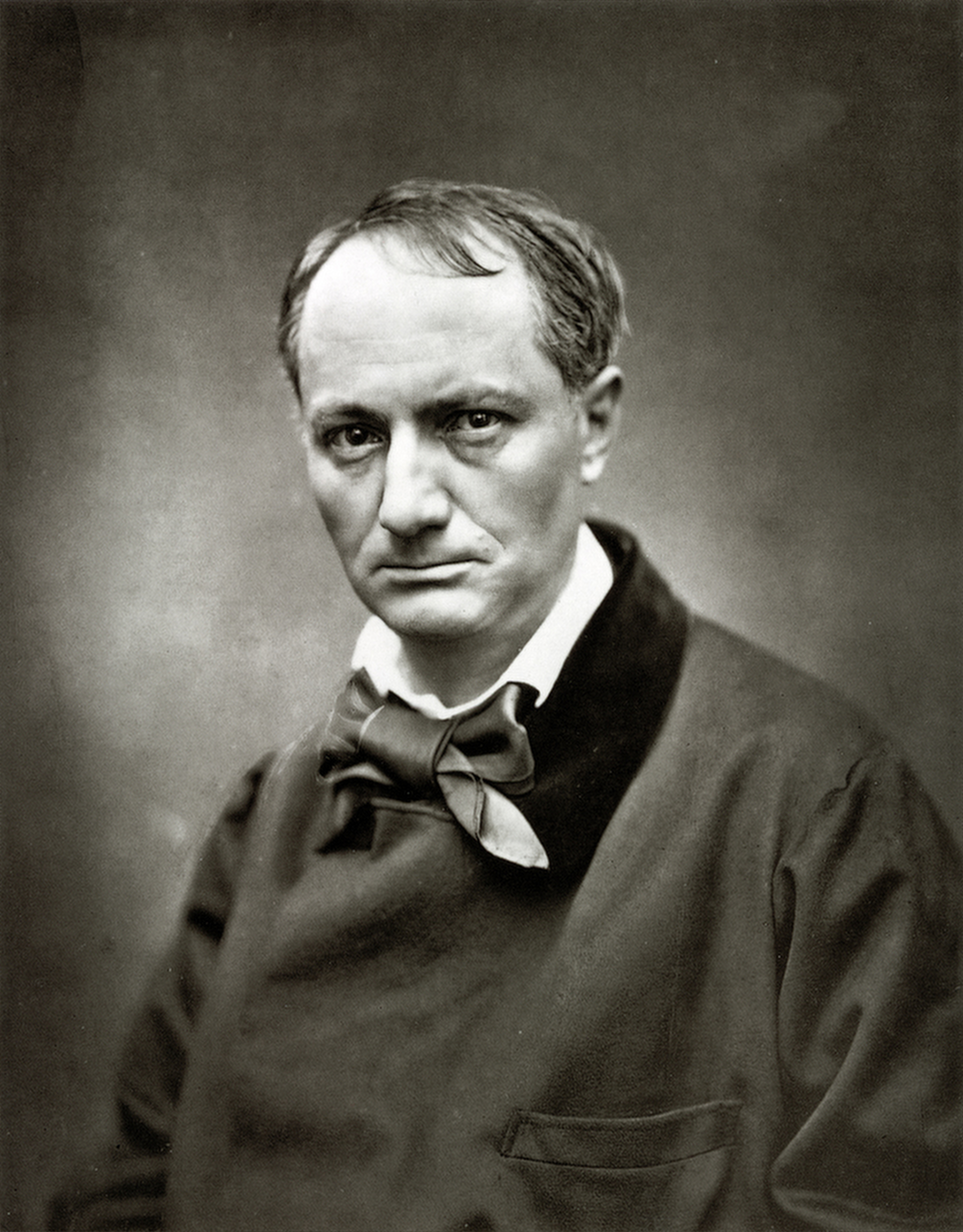
Étienne Carjat: Charles Baudelaire

Reprezentativní fotografie (reprezentativní obraz, portrét) je vizuální zobrazení osoby, subjektu, místa nebo události. Používá se pro konkrétní zachycení události, aby byla vizuálně dostupná. Stupeň reprezentativnosti se může výrazně lišit. Přesnost reprezentativního obrazu v oblastech, jako je cestovní ruch, může výrazně ovlivnit uživatele využívající internetové vyhledávače.